# 埃斯泰尔戈姆圣殿
47°47′56″N 18°44′11″E / 47.79889°N 18.73639°E

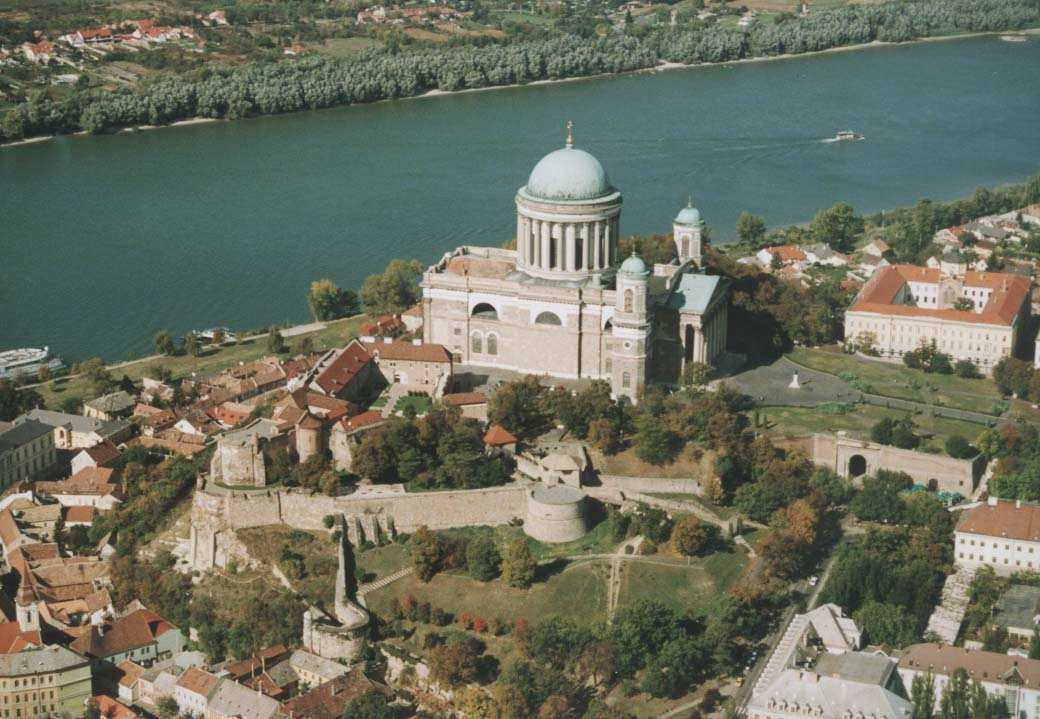
俯瞰大殿、城堡山

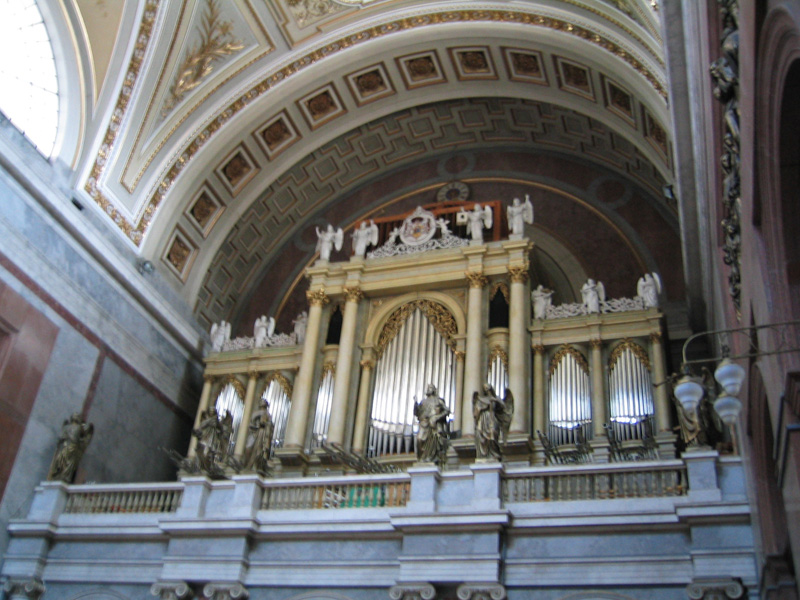
管风琴

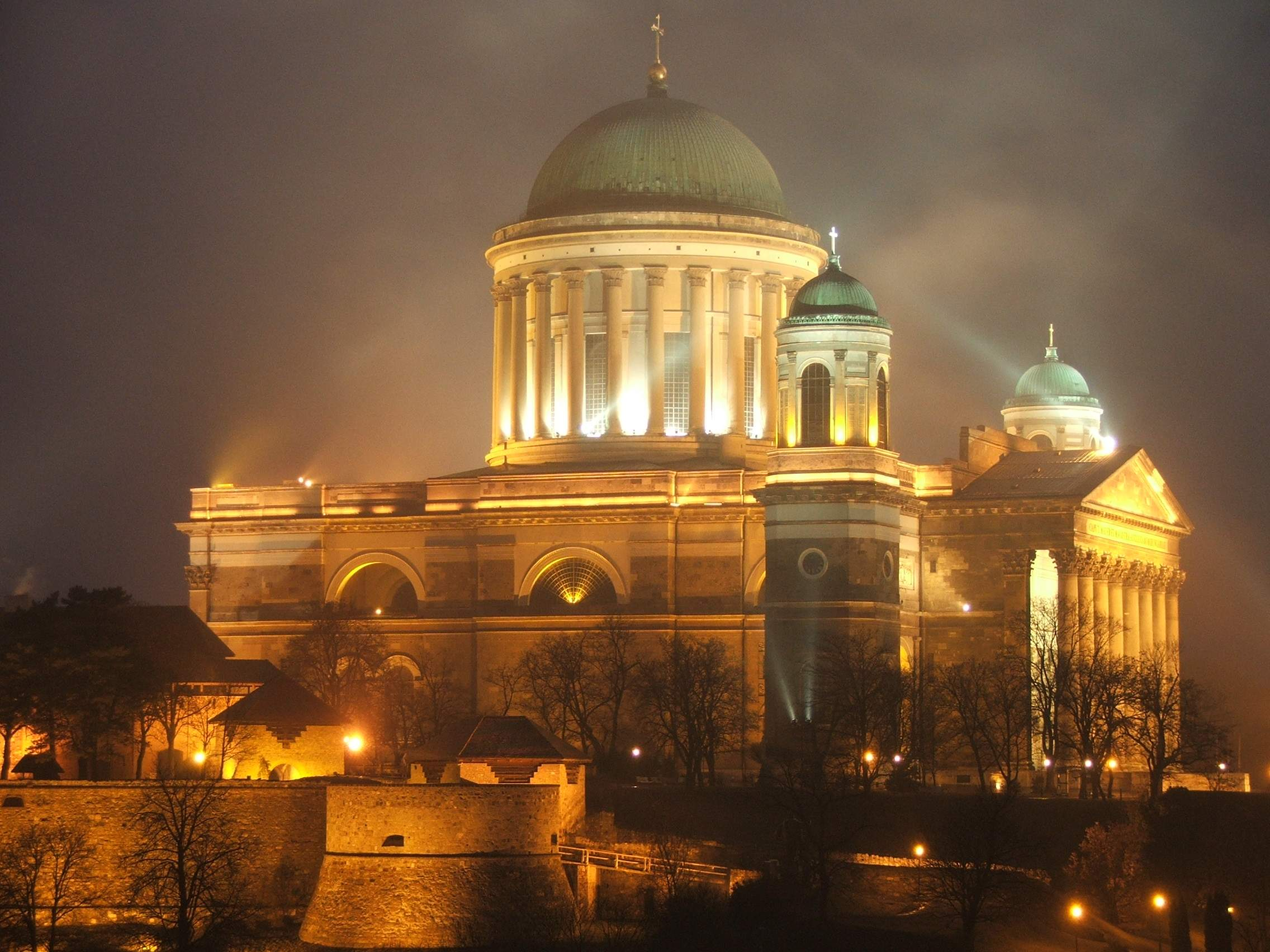
夜景

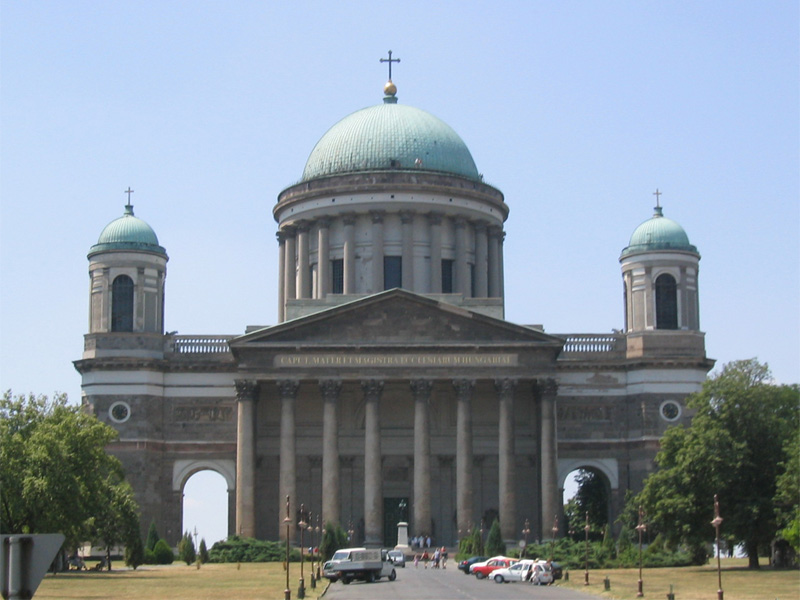
正门

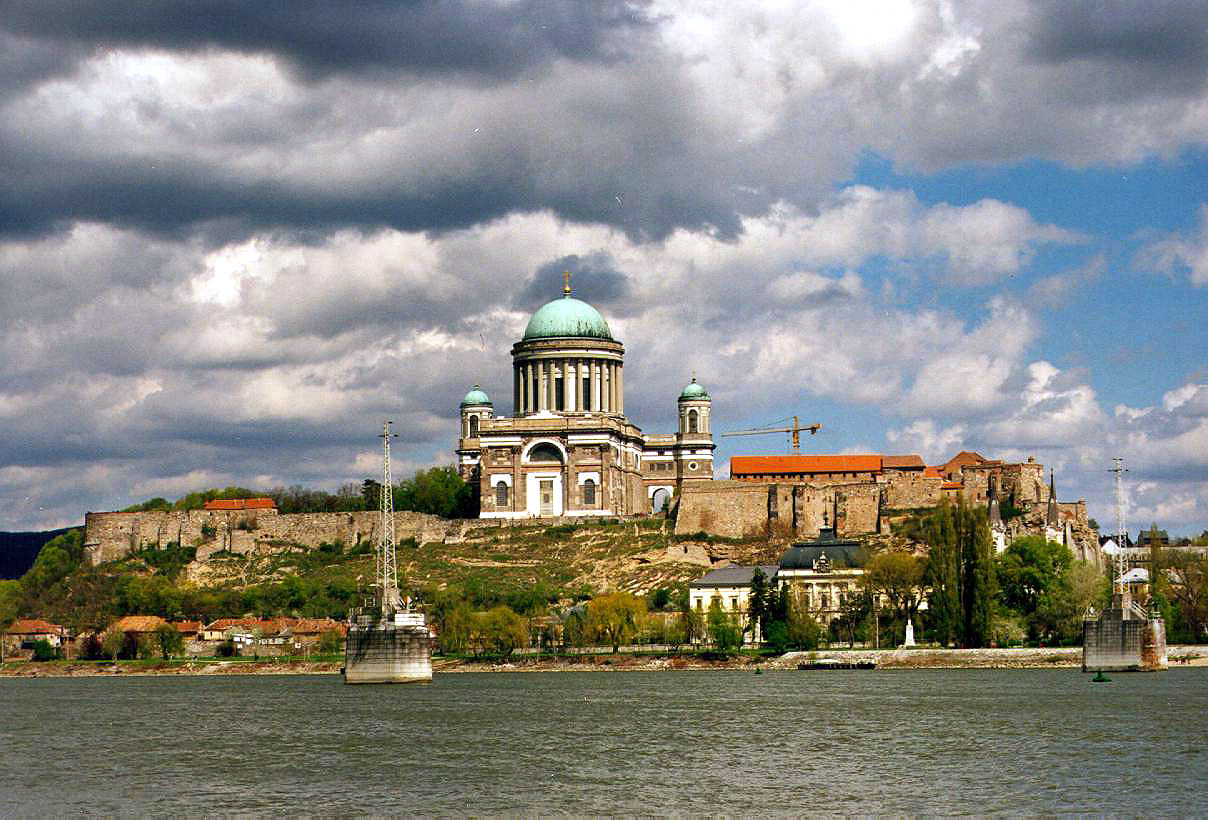
从多瑙河的斯洛伐克一侧看艾斯特根大殿

圣母升天圣阿达尔贝特圣殿都主教座堂（匈牙利語：Nagyboldogasszony és Szent Adalbert Prímási Főszékesegyház），简称埃斯泰尔戈姆圣殿（匈牙利語：esztergomi bazilika），是匈牙利艾斯特根的一座罗马天主教教堂，虽无证据显示其为宗座圣殿（basilica），但却被惯称为圣殿（basilica），是天主教艾斯特根-布达佩斯总教区的主教座堂，匈牙利天主教会的总部，其主保圣人是布拉格的亚德伯。
这是匈牙利最高的建筑物，世界第18大教堂，其内部面积为5660平方米。长118米，宽49米，其半球形穹顶位于中部，有12扇窗户。内部高71.5米，直径33.5米，外部高100米。
装饰祭坛的圣母升天图（13.5 × 6.6米）是世界最大的单幅油画。
该堂还以红色大理石的Bakócz 礼拜堂著称，由意大利大师建于1506–1507年，墙上装饰着托斯卡纳文艺复兴图案，是匈牙利文艺复兴艺术最珍贵的遗存。

## 历史
今天的教堂建筑建造在几个早期教堂的遗址上。第一座圣阿达尔贝特教堂由伊什特万一世兴建于1001－1010年，是匈牙利的第一个主教座堂，12世纪末被烧毁，随后得到重建，在蒙古入侵期间得以幸存。但是在1304年，匈牙利王位的候选人之一瓦茨拉夫三世洗劫了城堡和教堂，随后得以重建。14世纪和15世纪的总主教们竞相装饰教堂，设立该国第二大图书馆。1543年在土耳其统治下再次被毁。1820年，总教区恢复，总主教Sándor Rudnay 决定恢复该堂为匈牙利的母堂。
奠基仪式在1822年举行。Bakócz 礼拜堂被小心拆卸成1600块，搬迁到原址的20米外，归属新大殿。古典主义风格的上教堂完成后，于1856年8月31日祝圣。在祝圣仪式上初演了李斯特·费伦茨作曲并指挥的弥撒曲。主教座堂最后在1869年全部完成。